# Allerødtiden
Allerødtiden er en periode i slutningen af sidste istid, ca. 11.800-10.600 f.Kr. Det var en varmere periode mellem ældre og yngre dryas, hvor temperaturen var ca. 13°-14 °C. Betegnelsen er internationalt kendt i geologiske og arkæologiske sammenhænge.
Navnet stammer fra Allerød Teglværks lergrav. I juni 1897 udførte geologen Vilhelm Milthers og botanikeren Nikolaj Hartz detaljerede undersøgelser af lergraven. I de dybereliggende dele af graven, hvor man havde den mest komplette lagserie, fandt man et 5-30 cm tykt brunligt lag af organiske aflejringer (gytje) i leret. Dette lag viste, at dyr og planter som elg, ren, gedde, pil m.v. havde været på stedet, og da alle disse kræver varme, måtte der have været isfrit.
I hele perioden udøvede menneskene i Danmark en blandet skov- og tundrajægerlivsform. Perioden er stort set sammenfaldende med Brommekulturen (ca. 11.500 f.Kr. – 10.400 f.Kr.), men i periodens begyndelse fandtes også Federmesserkultur (ca. 12.400 – 11.200 f.Kr) og i slutningen også Ahrensburgkulturen (ca. 10.900 – 9.000 f.Kr). Under et udgør disse 3 kulturer en del af Ældste stenalder (ca. 12.800 f.Kr. – 8.900). Igennem hele perioden var Østersø-bassinet opfyldt af den Baltiske issø.